# Circular (álbum)
Circular é o terceiro álbum do cantor Ritchie  lançado em 1985 pela gravadora Epic/CBS. Vendeu 60 mil cópias.

## Faixas do Disco
1. "Telenotícias"  (Ritchie, Bernardo Vilhena)
2. "O Trem Vai"  (Ritchie, Bernardo Vilhena)
3. "Um, Dois, Três e Já"  (Ritchie, Bernardo Vilhena)
4. "O Nome do Amor"  (Ritchie, Bernardo Vilhena)
5. "Nesse Avião"  (Ritchie, Bernardo Vilhena)
6. "Ela Me Descartou"  (Ritchie, Bernardo Vilhena)
7. "Overdose"  (Ritchie, Bernardo Vilhena)
8. "Coisas do Coração"  (Ritchie, Bernardo Vilhena)
9. "Favela Music "  (Jim Capaldi)
10. "Nenhum Lugar"  (Ritchie, Bernardo Vilhena)

## Banda
- Ritchie: Vocal, Flauta
- Torcuato Mariano: Guitarra
- Marcelo Sussekind: Guitarra
- Lincoln Olivetti: Teclado
- James Asher: Teclado, Bateria
- Nico Rezende: Teclado
- Liminha: Baixo
- Tavinho Fialho: Baixo
- Nilo Romero: Baixo
- Fernando de Souza: Baixo
- Fernando Moraes: Bateria
- Claudio Infante: Bateria
- Zé Luis: Saxofone
- Chico Sá: Saxofone
- Cidinho Moreira: Percussão
- Peninha: Percussão
- Rosana, Marize, Paulinho Soledade: Vocais

## Créditos
- Direção Musical: Ritchie
- Técnico de Gravação e Mixagem: Frazer Henry
- Programação e Samples: James Asher, Lincoln Olivett
- Produção Gráfica: Gê Alves Pinto
- Arte Capa: Ritchie
- Fotos: Milton Montenegro